# قرغيزستان في الألعاب الأولمبية
قيرغيزستان في الألعاب الأولمبية تقوم اللجنة الأولمبية الوطنية لجمهورية قيرغيزستان بالإشراف في شؤون مشاركات قيرغيزستان في الألعاب الأولمبية، أول مشاركة لقيرغيزستان في الألعاب الأولمبية كانت في دورة 1996 في أتالانتا في الولايات المتحدة حيث شاركت في السابق مع فريق روسيا القيصرية وثم الإتحاد السوفييتي وثم الفريق الأولمبي الموحد في دورة 1992 ،وقد تمكنت قيرغيزستان من الفوز ب3 ميداليات وهي ميدالية فضية واحدة وميداليتان برونزيتان. أكثر الرياضات التي تنافس فيها قيرغيزستان هي المصارعة والجودو.